# Мрия (Киевская область)
Мрия (укр. Мрія) — село, входит в Бучанский район Киевской области Украины.
Население по переписи 2001 года составляло 135 человек. Почтовый индекс — 08122. Телефонный код — 4598. Занимает площадь 0,8 км².

## Местный совет
08122, Київська обл., Києво-Святошинський р-н, с. Шпитьки, вул. Леніна, 7